# Aljaksandr Paulawez
Aljaksandr Walerjewitsch Paulawez (belarussisch Аляксандр Валер’евіч Паўлавец; * 13. August 1996 in Baryssau) ist ein belarussischer Fußballspieler.

## Karriere

### Verein
Paulawez begann seine Karriere bei BATE Baryssau. Im Juli 2014 stand er gegen den FK Sluzk erstmals im Kader der Profis von BATE, für die er jedoch nie zum Einsatz kommen sollte. Zur Saison 2015 wurde er an den Ligakonkurrenten FK Tarpeda-BelAS Schodsina verliehen. Sein Debüt in der Wyschejschaja Liha gab er im September 2015, als er am 19. Spieltag jener Saison gegen den FK Njoman Hrodna in der Startelf stand. Bis zum Ende der Leihe kam er zu acht Erstligaeinsätzen für Schodsina. Zur Saison 2016 wurde er von Tarpeda fest verpflichtet. Im Juli 2016 wurde er innerhalb der Liga an Njoman Hrodna verliehen. In Hrodna kam er während der Leihe zu 15 Einsätzen in der höchsten belarussischen Spielklasse.
Zur Saison 2017 kehrte Paulawez wieder nach Schodsina zurück. Dort kam er in der Saison 2017 zu 26 Erstligaeinsätzen, in der Spielzeit 2018 kam er zu 28 Einsätzen. Zur Saison 2019 wechselte er zum Ligakonkurrenten FK Dinamo Brest. Für Brest kam er zu 23 Einsätzen in der Wyschejschaja Liha; mit dem Verein wurde er in jener Spielzeit zudem belarussischer Meister.
Nach weiteren 20 Einsätzen wechselte er während der laufenden Spielzeit 2020 im Oktober 2020 nach Russland zum FK Rostow. Zuvor hatte er bereits im September 2020 einen Vertrag in Rostow unterzeichnet, welcher allerdings erst ab Januar 2021 gegolten hätte, nachdem sein Vertrag in Brest ausgelaufen wäre. Sein Debüt in der Premjer-Liga gab er im November 2020 gegen ZSKA Moskau. In der Saison 2020/21 kam er zu insgesamt fünf Einsätzen in der höchsten russischen Spielklasse.
Zur Saison 2021/22 wurde Paulawez in die Ukraine an Kolos Kowaliwka verliehen. Für Kolos kam er zu elf Einsätzen in er Premjer-Liha, ehe die Saison nach dem Herbstdurchgang nach dem Ukraine-Krieg abgebrochen wurde. Der Belarusse wurde anschließend im April 2022 nach Polen an Warta Posen weiterverliehen. Für Warta absolvierte er bis Saisonende vier Spiele in der Ekstraklasa.
Zur Saison 2022/23 kehrte Paulawez nicht mehr nach Rostow zurück, sondern wechselte fest zum Ligakonkurrenten FK Orenburg. Für Orenburg kam er bis zur Winterpause siebenmal in der Premjer-Liga zum Einsatz. Im Januar 2023 wechselte er leihweise nach Griechenland zu PAS Lamia.

### Nationalmannschaft
Paulawez spielte zwischen 2012 und 2013 für die belarussische U-17-Auswahl. 2014 kam er zu fünf Einsätzen für die U-19-Mannschaft. Zwischen Oktober 2015 und Oktober 2018 absolvierte er 20 Spiele im U-21-Team.
Im Juni 2017 debütierte Paulawez für die A-Nationalmannschaft, als er in einem Testspiel gegen die Schweiz in der 61. Minute für Aljaksandr Satschyuka eingewechselt wurde.